# Skradziony balon
Skradziony balon (cz. Ukradená vzducholoď, wł. I ragazzi del capitano Nemo) – czechosłowacko-włoski film przygodowy z 1967 roku w reżyserii Karela Zemana, luźno oparty na powieściach Juliusza Verne’a Dwa lata wakacji i Tajemnicza wyspa. 
Film stylizowany na rysunki secesyjne składa się ze scen akcji na żywo, zazwyczaj nakręconych w czerni i bieli, a także ręcznie rysowanych, poklatkowych animacji i wycinków. Różne elementy akcji na żywo i animowane są często komponowane w tę samą scenę. 

## Fabuła
Akcja filmu rozgrywa się pod koniec XIX wieku na wystawie balonów w Pradze. Na pokład jednego z eksponatów dostaje się pięciu chłopców: mały Jakubek, sprytny ulicznik Martin, bliźniacy Piotr i Paweł oraz Tomek, syn prokuratora. Pozbawiony steru balon unosi się coraz wyżej i w ten sposób rozpoczyna się niesamowita podróż nad Europą aż do nieznanej wyspy, gdzie balon w końcu eksploduje. W Pradze trwa akcja poszukiwawcza, a tymczasem chłopcy spędzają pełne przygód wakacje pod opieką tajemniczego kapitana Nemo, który ratuje ich przed piratami. 

## Obsada
- Míša Pospíšil – Jakubek Kůrka
- Hanuš Bor – Tomek Dulek
- Jan Čížek – Martin
- Josef Stráník – Paweł
- Jan Malát – Piotr
- Jitka Zelenohorská – Katka Tenfield
- Čestmír Řanda – Findejs
- Josef Haukvic – Forbes
- Stanislav Šimek – redaktor Světozoru Ardan
- Josef Větrovec – kapitan pirackiego statku
- Václav Trégl – redaktor naczelny gazety Světozor
- Jan Teplý – Walstone
- Václav Babka – kapitan statku
- Rudolf Deyl młodszy – Tenfield
- Jana Sedlmajerová – sekretarka
- Štěpánka Řeháková – służąca Dulków
- Miloslav Holub – Dulek
- Eva Kubešová – Dulkowa
- Karel Effa – Czarny Gustaw
- Václav Švec – kapitan Nemo
- Zdeněk Štěpánek – kapitan Nemo (głos)
- Věra Macků – matka Martina
- Marie Brožová – babcia Jakubka
- Ladislav Navrátil – szewc Kůrka
- Zdeněk Braunschläger – Selenon
- Josef Hlinomaz – pirat
- František Filipovský – sędzia
- Eduard Kohout – generał

## Wersja polska
Opracowanie i udźwiękowienie wersji polskiej: Studio Opracowań Filmów w Warszawie

Reżyser: Henryka Biedrzycka

Dialogi polskie: Jan Moes

Operator dźwięku: Jerzy Januszewski

Montaż: Danuta Sierant

Kierownik produkcji: Jerzy Kulawczyk

Wystąpili:
- Jan Zmora – Jakubek Kůrka
- Jerzy Grzegorkiewicz – Tomek Dulek
- Gwido Zlatkes – Martin
- Grzegorz Roman – Paweł
- Danuta Mancewicz – Piotr
- Jolanta Wołłejko – Katka Tenfield
- Mieczysław Pawlikowski – Findejs
- Jerzy Tkaczyk – kapitan pirackiego statku
- Włodzimierz Kwaskowski – Tenfield
- Wanda Majerówna – sekretarka
- Leon Pietraszkiewicz – Dulek
- Danuta Szaflarska – Dulkowa
- Stanisław Gawlik – Czarny Gustaw

Źródło: